# Jonas Ljungblad
Jonas Ljungblad (Skövde, Comtat de Västra Götaland, 15 de gener de 1979) és un ciclista suec, professional del 2002 al 2012.
En el seu palmarès destaca la victòria en dos campionats nacionals en ruta, el 2005 i 2008.

## Palmarès
- 1996
  -  Campió de Suècia de contrarellote sub-19
- 2001
  - Vencedor d'una etapa de la Volta a Eslovàquia
  - Vencedor d'una etapa del Tour de Brandenburg
- 2002
  - Vencedor d'una etapa del Herald Sun Tour
- 2003
  - Vencedor d'una etapa de la Cykeltouren
- 2004
  - 1r al Herald Sun Tour i vencedor d'una etapa
  - 1r al Tour de Queensland i vencedor d'una etapa
  - Vencedor d'una etapa de la Volta a Eslovènia
- 2005
  -  Campió de Suècia en ruta
  - 1r al Tour de Vendée
  - 1r al Tour del llac Léman
  - 1r a la Melbourne to Warrnambool Classic
- 2006
  - Vencedor d'una etapa de la Volta a Luxemburg
- 2008
  -  Campió de Suècia en ruta
  - Vencedor d'una etapa del Circuit de les Ardenes
  - Vencedor d'una etapa de la Volta da Ascension
  - Vencedor d'una etapa del Trofeu Joaquim Agostinho
  - Vencedor d'una etapa de la Volta a Lleó

### Resultats al Giro d'Itàlia
- 2009. 128è de la classificació general